# Quatuor Coronati
Quatuor Coronati est une loge de recherche  anglaise, qui consacre exclusivement ses travaux à la maçonnologie. C'est la plus ancienne des loges de recherche.

## Histoire de la loge
Plus ancienne des loges de recherche, la loge Quatuor Coronati a été constituée à la demande de neuf francs-maçons, dont l'historien Robert Freke Gould. La Grande Loge unie d'Angleterre lui accorde sa patente constitutive le 28 novembre 1884, avec le numéro 2 076, mais elle ne tient sa première réunion que le 12 janvier 1886, son premier président, colonel de l'armée anglaise, ayant été envoyé en mission en Afrique. Son nom évoque celui des quatre Saints couronnés, patrons des maçons, mentionnés en 1390 dans le manuscrit « Regius ».

## La publicationArs Quatuor Coronatorum
La loge publie un recueil annuel intitulé : Ars Quatuor Coronatorum (AQC) dont chaque volume reprend les conférences prononcées dans la loge au cours de l'année écoulée, ainsi que les questions, les réponses de l'auteur, et d'autres articles. 
Un index abrégé des quatre-vingts premiers volumes, comprenant 2 100 entrées et 472 titres d'article, a été publié en 1971.

## Fonctionnement
La loge Quatuor Coronati se réunit cinq fois par an au Freemasons Hall de Londres. Le nombre de ses membres est limité à quarante. Elle a cependant créé dès 1887 un cercle de membres correspondants, qui ne sont pas nécessairement francs-maçons, dénommé Quatuor Coronati Correspondence Circle (QCCC). En 2011 au nombre de 5 220 répartis dans le monde entier, ces membres reçoivent le volume annuel de la publication.